# Гексаметилдисилазан
Гексаметилдисилазан — химическое соединение,
алкил- и аминопроизводное моносилана 
с формулой [(CH3)3Si]2NH,
бесцветная жидкость c резким запахом,
быстро гидролизуется водой.

## Получение
- Пропускание аммиака через раствор триметилхлорсилана в диэтиловом эфире:

{\displaystyle {\mathsf {2(CH_{3})_{3}SiCl+3NH_{3}\ {\xrightarrow {}}\ [(CH_{3})_{3}Si]_{2}NH+2NH_{4}Cl}}}

## Физические свойства
Гексаметилдисилазан образует бесцветную жидкость с резким запахом.
Реагирует с водой и спиртами.
Растворяется в инертных органических растворителях.

## Применение
- Модифицирующая добавка для различных полимеров с целью придания им водо-, морозо- и термостойкости.
- В фармацевтической промышленности – ценное сырьё для выпуска противосклеротических препаратов и синтетических антибиотиков, в частности один из основных видов сырья для синтеза противоопухолевого препарата «Фторафур» и промежуточный продукт при получении препарата «Пармидин».
- В электронной, металлообрабатывающей промышленности и автомобилестроении – для получения изолирующих и защитных слоев и плёнок из диоксида, нитрида и карбида кремния.